# Hilton Hanoi Opera Hotel
El Hilton Hanoi Opera Hotel está localizado en el distrito central de la capital vietnamita de Hanói, dentro del históricamente denominado barrio francés de la misma.
Por su lado, los premios The World Travel Awards llegaron a considerarlo como el “principal hotel de Vietnam” (Vietnam’s Leading Hotel) durante el transcurso de cinco años seguidos entre 2004 y 2008.
El hotel brinda o proporciona un alojamiento que incluye comodidades como un gimnasio, música yaz (jazz) de cabaret, sala de ópera, salón de baile, sauna, spa, típica o tradicional cocina vietnamita, una pileta o piscina exterior y cuartos o habitaciones funcionales que están destinados a permitir la realización de diversas actividades.
Tal vez más destacable que el propio hotel en sí mismo ha sido el irónico apodo que llegó a tener la en ese entonces norvietnamita prisión de Hỏa Lò en la guerra de Vietnam, la cual se convirtió en el campo de prisioneros de guerra mórbidamente llamado “Hanoi Hilton” por parte de los militares estadounidenses que habían sido capturados entre los años 1964 y 1973, mientras que por su parte el propio Hilton Hanoi Opera abrió sus puertas en 1999, es decir, 24 años más tarde de la finalización de ese conflicto bélico en 1975 y ya durante el transcurso de la apertura económica localmente denominada Doi Moi.